# Pat Rice
Patrick James "Pat" Rice, MBE (Belfast, 17 de março de 1949) é um ex-futebolista norte-irlandês que atuava como lateral-direito. É um dos maiores ídolos da história do Arsenal, onde atuou entre 1966 e 1980.

## Carreira
Nascido em Belfast, Rice passou a juventude em Londres e trabalhava em uma quitanda quando passou a integrar as categorias de base do Arsenal em 1964. Tornou-se atleta profissional dos Gunners em 1966, com apenas 17 anos, alternando entre a equipe de base e os reservas. Sua estreia foi em dezembro de 1967, pela Copa da Liga Inglesa, contra o Burnley, derrotado pelo Arsenal por 2 a 1.
Até 1980, Rice disputou 397 partidas com a camisa do Arsenal, marcando 12 gols. Conquistou quatro títulos pelos Gunners (um Campeonato Inglês, duas Copas da Inglaterra e uma Taça das Cidades com Feiras - precursora da atual Liga Europa da UEFA). Ainda em 1980, é contratado pelo Watford, onde realizou 112 partidas até 1984, marcando um gol. Encerrou sua carreira como jogador no mesmo ano.
Curiosamente, outro ídolo do Arsenal nasceu na mesma data que Rice: Lee Dixon, que também atuou como lateral-direito, nasceu quinze anos depois, quando Rice já havia ingressado na base dos Gunners.

## Carreira como treinador
Pouco tempo após sua aposentadoria, Rice voltaria ao Arsenal para treinar as categorias de base do clube, função que exerceria por 12 anos. Em 1996, chegou a ser nomeado técnico-interino dos Gunners após a demissão de Stewart Houston, tendo comandado o clube em três jogos da Copa da Liga. Com a chegada de Arsène Wenger, foi nomeado auxiliar-técnico do francês até 2012.
Rice anunciou sua despedida em 5 de maio de 2012, após 44 anos de carreira, e para seu lugar foi escolhido Steve Bould, também ex-atleta do Arsenal. Em 2013, foi nomeado Cavaleiro da Ordem do Império Britânico por conta de seus serviços prestados ao esporte.
No mesmo ano, Pat foi internado com suspeita de câncer, e desde então segue em tratamento contra a doença.

## Seleção
Na Seleção Norte-Irlandesa de Futebol, Rice fez sua estreia em 1969, num amistoso contra Israel, mas o time não se classificou para a Copa de 1970, ao contrário do estado judeu.
Mesmo com outros nomes consagrados, com destaque para o goleiro Pat Jennings (também ídolo no Arsenal e no rival local Tottenham) e o atacante George Best, a Irlanda do Norte não se classificara para nenhum torneio de seleções nos anos 70. Quando a seleção se classificou para a Copa de 1982, Rice já estava aposentado da equipe desde 1979 - Jennings, aos 37 anos, ainda foi convocado, enquanto Best, que assim como Rice, estava em final de carreira, nem foi lembrado por Billy Bingham.
Em onze anos defendendo a Irlanda do Norte, Pat Rice realizou 49 partidas, não tendo marcado nenhum gol.